# 王焕葆
王焕葆（1923年—），女，安徽怀宁人，中国生物学家，曾任中国科学院动物研究所研究员、博士生导师。

## 家庭
父亲王星拱。丈夫陆元九。